# España en la Eurocopa 2020
La selección de fútbol de España fue uno de los 24 equipos participantes en la Eurocopa 2020, que inicialmente se iba a disputar en 2020, sin embargo, el torneo se pospuso hasta 2021 debido a la pandemia de COVID-19. Tuvo como sedes a ciudades de 13 asociaciones diferentes del continente. Acabó en el tercer puesto de la clasificación final, siendo derrotada en semifinales por Italia.

## Clasificación
España obtuvo la clasificación para el torneo continental como primera del grupo F por delante de las selecciones de Suecia, Noruega, Rumania, Islas Feroe y Malta.
| Equipo      | Pts | PJ | PG | PE | PP | GF | GC | Dif |
| ----------- | --- | -- | -- | -- | -- | -- | -- | --- |
| España      | 26  | 10 | 8  | 2  | 0  | 31 | 5  | +26 |
| Suecia      | 21  | 10 | 6  | 3  | 1  | 23 | 9  | +14 |
| Noruega     | 17  | 10 | 4  | 5  | 1  | 19 | 11 | +8  |
| Rumania     | 14  | 10 | 4  | 2  | 4  | 17 | 15 | +2  |
| Islas Feroe | 3   | 10 | 1  | 0  | 9  | 4  | 30 | -25 |
| Malta       | 3   | 10 | 1  | 0  | 9  | 3  | 27 | -24 |

### Partidos
| Fecha                   | Ciudad    | Jornada |             |                        | Resultado |                        |             |
| ----------------------- | --------- | ------- | ----------- | ---------------------- | --------- | ---------------------- | ----------- |
| 23 de marzo de 2019     | Valencia  | 1       | España      | Bandera de España      | 2:1 (1:1) | Bandera de Noruega     | Noruega     |
| 26 de marzo de 2019     | Ta' Qali  | 2       | Malta       | Bandera de Malta       | 0:2 (0:1) | Bandera de España      | España      |
| 7 de junio de 2019      | Tórshavn  | 3       | Islas Feroe | Bandera de Islas Feroe | 1:4 (1:3) | Bandera de España      | España      |
| 10 de junio de 2019     | Madrid    | 4       | España      | Bandera de España      | 3:0 (0:0) | Bandera de Suecia      | Suecia      |
| 5 de septiembre de 2019 | Bucarest  | 5       | Rumania     | Bandera de Rumania     | 1:2 (0:1) | Bandera de España      | España      |
| 8 de septiembre de 2019 | Gijón     | 6       | España      | Bandera de España      | 4:0 (1:0) | Bandera de Islas Feroe | Islas Feroe |
| 12 de octubre de 2019   | Oslo      | 7       | Noruega     | Bandera de Noruega     | 1:1 (0:0) | Bandera de España      | España      |
| 15 de octubre de 2019   | Estocolmo | 8       | Suecia      | Bandera de Suecia      | 1:1 (0:0) | Bandera de España      | España      |
| 15 de noviembre de 2019 | Cádiz     | 9       | España      | Bandera de España      | 7:0 (2:0) | Bandera de Malta       | Malta       |
| 18 de noviembre de 2019 | Madrid    | 10      | España      | Bandera de España      | 5:0 (4:0) | Bandera de Rumania     | Rumania     |

#### España vs. Noruega
| 23 de marzo de 2019 | España                    | 2:1 (1:1) | Noruega    | Estadio de Mestalla, Valencia                                |                                                              |
| 19:45 (UTC+1)       | - Rodrigo 16' - Ramos 71' | Reporte   | - 65' King | Asistencia: 39 752 espectadores Árbitro(s): Andris Treimanis | Asistencia: 39 752 espectadores Árbitro(s): Andris Treimanis |

| Uniformes | Uniformes |
| --------- | --------- |
|           |           |

#### Malta vs. España
| 26 de marzo de 2019 | Malta | 0:2 (0:1) | España           | Estadio Nacional, Ta' Qali                                |                                                           |
| 20:45 (UTC+1)       |       | Reporte   | - 31' 73' Morata | Asistencia: 16 542 espectadores Árbitro(s): Andrew Dallas | Asistencia: 16 542 espectadores Árbitro(s): Andrew Dallas |

| Uniformes | Uniformes |
| --------- | --------- |
|           |           |

#### Islas Feroe vs. España
| 7 de junio de 2019 | Islas Feroe | 1:4 (1:3) | España                                           | Tórsvøllur, Tórshavn                                  |                                                       |
| 19:45 (UTC+1)      | - Olsen 30' | Reporte   | - 6' Ramos - 19' Navas - 34' Gestsson - 71' Gayà | Asistencia: 3226 espectadores Árbitro(s): Enea Jorgji | Asistencia: 3226 espectadores Árbitro(s): Enea Jorgji |

| Uniformes | Uniformes |
| --------- | --------- |
|           |           |

#### España vs. Suecia
| 10 de junio de 2019 | España                                   | 3:0 (0:0) | Suecia | Estadio Santiago Bernabéu, Madrid                          |                                                            |
| 20:45 (UTC+1)       | - Ramos 64' - Morata 85' - Oyarzabal 87' | Reporte   |        | Asistencia: 72 205 espectadores Árbitro(s): William Collum | Asistencia: 72 205 espectadores Árbitro(s): William Collum |

| Uniformes | Uniformes |
| --------- | --------- |
|           |           |

#### Rumanía vs. España
| 5 de septiembre de 2019 | Rumania      | 1:2 (0:1) | España                  | Arena Națională, Bucarest                                 |                                                           |
| 20:45 (UTC+3)           | - Andone 59' | Reporte   | 28' Ramos · 47' Alcácer | Asistencia: 50 024 espectadores Árbitro(s): Deniz Aytekin | Asistencia: 50 024 espectadores Árbitro(s): Deniz Aytekin |

| Uniformes | Uniformes |
| --------- | --------- |
|           |           |

#### España vs. Islas Feroe
| 8 de septiembre de 2019 | España                                | 4:0 (1:0) | Islas Feroe | El Molinón, Gijón                                             |                                                               |
| 20:45 (UTC+1)           | - Rodrigo 13' 50' - Alcácer 89' 90+2' | Reporte   |             | Asistencia: 23 644 espectadores Árbitro(s): Krzysztof Jakubik | Asistencia: 23 644 espectadores Árbitro(s): Krzysztof Jakubik |

| Uniformes | Uniformes |
| --------- | --------- |
|           |           |

#### Noruega vs. España
| 12 de octubre de 2019 | Noruega      | 1:1 (0:0) | España     | Ullevaal Stadion, Oslo                                     |                                                            |
| 20:45 (UTC+1)         | - King 90+4' | Reporte   | - 47' Saul | Asistencia: 49.712 espectadores Árbitro(s): Michael Oliver | Asistencia: 49.712 espectadores Árbitro(s): Michael Oliver |

| Uniformes | Uniformes |
| --------- | --------- |
|           |           |

#### Suecia vs. España
| 15 de octubre de 2019 | Suecia     | 1:1 (0:0) | España          | Friends Arena, Estocolmo   |                            |
| 20:45 (UTC+1)         | - Berg 50' | Reporte   | - 90+2' Rodrigo | Árbitro(s): Clément Turpin | Árbitro(s): Clément Turpin |

| Uniformes | Uniformes |
| --------- | --------- |
|           |           |

#### España vs. Malta
| 15 de noviembre de 2019 | España                                                                                        | 7:0 (2:0) | Malta | Ramón de Carranza, Cádiz                                  |                                                           |
| 20:45 (UTC+1)           | - Morata 23' - Cazorla 41' - Pau Torres 62' - Sarabia 63' - Olmo 69' - Gerard 71' - Navas 85' | Reporte   |       | Asistencia: 19.773 espectadores Árbitro(s): Viktor Kassai | Asistencia: 19.773 espectadores Árbitro(s): Viktor Kassai |

| Uniformes | Uniformes |
| --------- | --------- |
|           |           |

#### España vs. Rumanía
| 18 de noviembre de 2019 | España                                                   | 5:0 (4:0) | Rumania | Estadio Wanda Metropolitano, Madrid                          |                                                              |
| 20:45 (UTC+1)           | - Fabián 8' - Gerard 33' 43' - Rus 45' - Oyarzabal 90+1' | Reporte   |         | Asistencia: 36.198 espectadores Árbitro(s): Aleksei Kulbakov | Asistencia: 36.198 espectadores Árbitro(s): Aleksei Kulbakov |

| Uniformes | Uniformes |
| --------- | --------- |
|           |           |

## Preparación
La preparación para la competición empezó el 1 de junio con la concentración en la Ciudad del Fútbol de Las Rozas, que sería la sede permanente durante toda la Eurocopa, desplazándose a las ciudades de los encuentros cuando fuera necesario.
Inicialmente estaban previstos dos amistosos ante Portugal en el Wanda Metropolitano y ante Lituania en Butarque. Sin embargo el positivo por COVID-19 de Sergio Busquets, provocó el aislamiento de todos los miembros de la expedición. De esta manera el partido ante Lituania hubo de ser disputado por integrantes de la selección sub-21, considerándose oficial a todos los efectos, pero no sirvió de preparación para el torneo continental.
Este contratiempo provocó que la Federación Española de Fútbol solicitara la vacunación de los jugadores, lo que inicialmente fue rechazado por el gobierno. Finalmente se decidió que fueran vacunados a cinco días del inicio del campeonato, produciéndose una polémica acerca de lo oportuno de la medida.

### Amistosos de preparación
| Fecha              | Ciudad  | Competición |        |                   | Resultado |                     |          |
| ------------------ | ------- | ----------- | ------ | ----------------- | --------- | ------------------- | -------- |
| 4 de junio de 2021 | Madrid  | Amistoso    | España | Bandera de España | 0:0       | Bandera de Portugal | Portugal |
| 8 de junio de 2021 | Leganés | Amistoso    | España | Bandera de España | 4:0 (2:0) | Bandera de Lituania | Lituania |

### Amistosos previos
| 4 de junio de 2021 | España | 0:0     | Portugal | Wanda Metropolitano, Madrid                              |                                                          |
| 19:30 (UTC+1)      |        | Reporte |          | Asistencia: 14 743 espectadores Árbitro(s): Craig Parson | Asistencia: 14 743 espectadores Árbitro(s): Craig Parson |

| Uniformes | Uniformes |
| --------- | --------- |
|           |           |

| 8 de junio de 2021 | España                                              | 4:0(2:0) | Lituania | Estadio Municipal de Butarque, Leganés                 |                                                        |
| 20:45 (UTC+1)      | - Guillamón 3' - Díaz 24' - Miranda 53' - Puado 72' | Reporte  |          | Asistencia: 903 espectadores Árbitro(s): Willy Delajod | Asistencia: 903 espectadores Árbitro(s): Willy Delajod |

| Uniformes | Uniformes |
| --------- | --------- |
|           |           |

## Torneo

### Convocatoria
La primera lista de convocados para la Eurocopa fue facilitada por Luis Enrique Martínez el 24 de mayo de 2021 con 24 jugadores.
Datos correspondientes a la situación previa al inicio del torneo.
| #     | Nombre            | Posición       | Edad | Part. | Club                |
| ----- | ----------------- | -------------- | ---- | ----- | ------------------- |
| 1     | David de Gea      | Portero        | 30   | 45    | Manchester United   |
| 2     | César Azpilicueta | Defensa        | 31   | 25    | Chelsea             |
| 3     | Diego Llorente    | Defensa        | 27   | 8     | Leeds               |
| 4     | Pau Torres        | Defensa        | 24   | 8     | Villarreal C. F.    |
| 5     | Sergio Busquets   | Centrocampista | 32   | 123   | Barcelona           |
| 6     | Marcos Llorente   | Centrocampista | 26   | 5     | Atlético de Madrid  |
| 7     | Álvaro Morata     | Delantero      | 28   | 40    | Juventus            |
| 8     | Koke              | Centrocampista | 29   | 50    | Atlético de Madrid  |
| 9     | Gerard Moreno     | Delantero      | 29   | 11    | Villarreal C. F.    |
| 10    | Thiago Alcántara  | Centrocampista | 30   | 42    | Liverpool           |
| 11    | Ferran Torres     | Centrocampista | 21   | 11    | Manchester City     |
| 12    | Eric García       | Defensa        | 20   | 10    | Manchester City     |
| 13    | Robert Sánchez    | Portero        | 23   | 0     | Brighton            |
| 14    | José Luis Gayà    | Defensa        | 26   | 14    | Valencia C. F.      |
| 16    | Rodri             | Centrocampista | 25   | 20    | Manchester City     |
| 17    | Fabián Ruiz       | Centrocampista | 25   | 12    | Napoli              |
| 18    | Jordi Alba        | Defensa        | 32   | 72    | Barcelona           |
| 19    | Dani Olmo         | Centrocampista | 23   | 11    | Leipzig             |
| 20    | Adama Traoré      | Delantero      | 25   | 6     | Wolverhampton       |
| 21    | Mikel Oyarzabal   | Delantero      | 24   | 23    | Real Sociedad       |
| 22    | Pablo Sarabia     | Delantero      | 29   | 9     | París Saint-Germain |
| 23    | Unai Simón        | Portero        | 24   | 7     | Athletic Club       |
| 24    | Aymeric Laporte   | Defensa        | 27   | 1     | Manchester City     |
| 26    | Pedri             | Centrocampista | 18   | 4     | Barcelona           |
| D. T. | Luis Enrique      |                |      |       |                     |

### Partidos
| Fecha       | Ciudad          | Instancia        |            |                       | Resultado               |                    |         |
| ----------- | --------------- | ---------------- | ---------- | --------------------- | ----------------------- | ------------------ | ------- |
| 14 de junio | Sevilla         | Fase de grupos   | España     | Bandera de España     | 0:0                     | Bandera de Suecia  | Suecia  |
| 19 de junio | Sevilla         | Fase de grupos   | España     | Bandera de España     | 1:1 (1:0)               | Bandera de Polonia | Polonia |
| 23 de junio | Sevilla         | Fase de grupos   | Eslovaquia | Bandera de Eslovaquia | 0:5 (0:2)               | Bandera de España  | España  |
| 28 de junio | Copenhague      | Octavos de final | Croacia    | Bandera de Croacia    | 3:5 (3:3, 1:1) (t.s.)   | Bandera de España  | España  |
| 2 de julio  | San Petersburgo | Cuartos de final | Suiza      | Bandera de Suiza      | 1:1 (1:1, 0:1) (1:3 p.) | Bandera de España  | España  |
| 6 de julio  | Londres         | Semifinales      | Italia     | Bandera de Italia     | 1:1 (1:1, 0:0) (4:2 p.) | Bandera de España  | España  |

### Primera fase

#### Clasificación Grupo E
| Selección  | Pts | PJ | PG | PE | PP | GF | GC | Dif |
| ---------- | --- | -- | -- | -- | -- | -- | -- | --- |
| Suecia     | 7   | 3  | 2  | 1  | 0  | 4  | 2  | +2  |
| España     | 5   | 3  | 1  | 2  | 0  | 6  | 1  | +5  |
| Eslovaquia | 3   | 3  | 1  | 0  | 2  | 2  | 7  | −5  |
| Polonia    | 1   | 3  | 0  | 1  | 2  | 4  | 6  | −2  |

|  | Clasificados a los Octavos de final. |

#### España vs. Suecia
| 14 de junio de 2021, 21:00 | España | 0:0     | Suecia | Estadio de La Cartuja, Sevilla                                                 |                                                                                |
|                            |        | Reporte |        | Asistencia: 12 517 espectadores Árbitro(s): Slavko Vinčić VAR: Bastian Dankert | Asistencia: 12 517 espectadores Árbitro(s): Slavko Vinčić VAR: Bastian Dankert |

| 23         | Guardameta     | Unai Simón      |     |
| 6          | Defensa        | Marcos Llorente |     |
| 24         | Defensa        | Aymeric Laporte |     |
| 4          | Defensa        | Pau Torres      |     |
| 18         | Defensa        | Jordi Alba      |     |
| 8          | Centrocampista | Koke            | 87' |
| 16         | Centrocampista | Rodri           | 66' |
| 26         | Centrocampista | Pedri           |     |
| 11         | Delantero      | Ferran Torres   | 74' |
| 7          | Delantero      | Álvaro Morata   | 66' |
| 19         | Delantero      | Dani Olmo       | 74' |
| Entrenador | Entrenador     | Luis Enrique    |     |

| 1          | Guardameta     | Robin Olsen         |     |
| 2          | Defensa        | Mikael Lustig       | 75' |
| 3          | Defensa        | Victor Lindelöf     |     |
| 24         | Defensa        | Marcus Danielsson   |     |
| 6          | Centrocampista | Ludwig Augustinsson |     |
| 7          | Centrocampista | Sebastian Larsson   |     |
| 20         | Centrocampista | Kristoffer Olsson   | 84' |
| 8          | Centrocampista | Albin Ekdal         |     |
| 10         | Centrocampista | Emil Forsberg       | 84' |
| 9          | Delantero      | Marcus Berg         | 69' |
| 11         | Delantero      | Alexander Isak      | 69' |
| Entrenador | Entrenador     | Janne Andersson     |     |

| 10 | Centrocampista | Thiago Alcántara | 66' |
| 22 | Delantero      | Pablo Sarabia    | 66' |
| 21 | Delantero      | Mikel Oyarzabal  | 74' |
| 9  | Delantero      | Gerard Moreno    | 74' |
| 1ü | Centrocampista | Fabián Ruiz      | 87' |

| 22 | Centrocampista | Robin Quaison    | 69' |
| 17 | Centrocampista | Viktor Claesson  | 69' |
| 16 | Defensa        | Emil Krafth      | 75' |
| 26 | Centrocampista | Jens Cajuste     | 84' |
| 5  | Defensa        | Pierre Bengtsson | 84' |

| Amonestado | 55' | Mikael Lustig |

| Árbitro                                            | Slavko Vinčić   |
| Árbitros asistentes                                | Tomaž Klančnik  |
| Árbitros asistentes                                | Andraž Kovačič  |
| Cuarto árbitro                                     | Davide Massa    |
| Quinto árbitro                                     | Stefano Alassio |
| Árbitro asistente de video                         | Bastian Dankert |
| Árbitros asistentes del árbitro asistente de video | Chris Kavanagh  |
| Árbitros asistentes del árbitro asistente de video | Lee Betts       |
| Árbitros asistentes del árbitro asistente de video | Kevin Blom      |

| 23         | Guardameta     | Unai Simón      |     |
| 6          | Defensa        | Marcos Llorente |     |
| 24         | Defensa        | Aymeric Laporte |     |
| 4          | Defensa        | Pau Torres      |     |
| 18         | Defensa        | Jordi Alba      |     |
| 8          | Centrocampista | Koke            | 87' |
| 16         | Centrocampista | Rodri           | 66' |
| 26         | Centrocampista | Pedri           |     |
| 11         | Delantero      | Ferran Torres   | 74' |
| 7          | Delantero      | Álvaro Morata   | 66' |
| 19         | Delantero      | Dani Olmo       | 74' |
| Entrenador | Entrenador     | Luis Enrique    |     |

| 1          | Guardameta     | Robin Olsen         |     |
| 2          | Defensa        | Mikael Lustig       | 75' |
| 3          | Defensa        | Victor Lindelöf     |     |
| 24         | Defensa        | Marcus Danielsson   |     |
| 6          | Centrocampista | Ludwig Augustinsson |     |
| 7          | Centrocampista | Sebastian Larsson   |     |
| 20         | Centrocampista | Kristoffer Olsson   | 84' |
| 8          | Centrocampista | Albin Ekdal         |     |
| 10         | Centrocampista | Emil Forsberg       | 84' |
| 9          | Delantero      | Marcus Berg         | 69' |
| 11         | Delantero      | Alexander Isak      | 69' |
| Entrenador | Entrenador     | Janne Andersson     |     |

| 10 | Centrocampista | Thiago Alcántara | 66' |
| 22 | Delantero      | Pablo Sarabia    | 66' |
| 21 | Delantero      | Mikel Oyarzabal  | 74' |
| 9  | Delantero      | Gerard Moreno    | 74' |
| 1ü | Centrocampista | Fabián Ruiz      | 87' |

| 22 | Centrocampista | Robin Quaison    | 69' |
| 17 | Centrocampista | Viktor Claesson  | 69' |
| 16 | Defensa        | Emil Krafth      | 75' |
| 26 | Centrocampista | Jens Cajuste     | 84' |
| 5  | Defensa        | Pierre Bengtsson | 84' |

| Amonestado | 55' | Mikael Lustig |

| Árbitro                                            | Slavko Vinčić   |
| Árbitros asistentes                                | Tomaž Klančnik  |
| Árbitros asistentes                                | Andraž Kovačič  |
| Cuarto árbitro                                     | Davide Massa    |
| Quinto árbitro                                     | Stefano Alassio |
| Árbitro asistente de video                         | Bastian Dankert |
| Árbitros asistentes del árbitro asistente de video | Chris Kavanagh  |
| Árbitros asistentes del árbitro asistente de video | Lee Betts       |
| Árbitros asistentes del árbitro asistente de video | Kevin Blom      |

| Estadísticas      | Bandera de España | Bandera de Suecia |
| Tiros             | 17                | 4                 |
| Tiros a puerta    | 5                 | 1                 |
| Faltas            | 7                 | 11                |
| Saques de esquina | 6                 | 1                 |
| Penaltis          | 0                 | 0                 |
| Fueras de juego   | 2                 | 1                 |
| Posesión de balón | 75%               | 25%               |

#### España vs. Polonia
| 19 de junio de 2021, 21:00 | España     | 1:1 (1:0) | Polonia         | Estadio de La Cartuja, Sevilla                                                      |                                                                                     |
|                            | Morata 25' | Reporte   | Lewandowski 54' | Asistencia: 11 742 espectadores Árbitro(s): Daniele Orsato VAR: Massimiliano Irrati | Asistencia: 11 742 espectadores Árbitro(s): Daniele Orsato VAR: Massimiliano Irrati |

| 23         | Guardameta     | Unai Simón      |     |
| 6          | Defensa        | Marcos Llorente |     |
| 24         | Defensa        | Aymeric Laporte |     |
| 4          | Defensa        | Pau Torres      |     |
| 18         | Defensa        | Jordi Alba      |     |
| 8          | Centrocampista | Koke            | 68' |
| 16         | Centrocampista | Rodri           |     |
| 26         | Centrocampista | Pedri           |     |
| 9          | Delantero      | Gerard Moreno   | 68' |
| 7          | Delantero      | Álvaro Morata   | 87' |
| 19         | Delantero      | Dani Olmo       | 61' |
| Entrenador | Entrenador     | Luis Enrique    |     |

| 1          | Guardameta     | Wojciech Szczęsny   |     |
| 18         | Defensa        | Bartosz Bereszyński |     |
| 15         | Defensa        | Kamil Glik          |     |
| 5          | Defensa        | Jan Bednarek        | 85' |
| 21         | Centrocampista | Kamil Jóźwiak       |     |
| 16         | Centrocampista | Jakub Moder         | 85' |
| 14         | Centrocampista | Mateusz Klich       | 85' |
| 26         | Centrocampista | Tymoteusz Puchacz   |     |
| 11         | Centrocampista | Karol Świderski     | 68' |
| 20         | Centrocampista | Piotr Zieliński     |     |
| 9          | Delantero      | Robert Lewandowski  |     |
| Entrenador | Entrenador     | Paulo Sousa         |     |

| 11 | Delantero      | Ferran Torres   | 61' |
| 17 | Centrocampista | Fabián Ruiz     | 68' |
| 22 | Delantero      | Pablo Sarabia   | 68' |
| 9  | Centrocampista | Mikel Oyarzabal | 87' |

| 6  | Centrocampista | Kacper Kozłowski      | 55' |
| 19 | Defensa        | Przemysław Frankowski | 68' |
| 3  | Centrocampista | Paweł Dawidowicz      | 85' |
| 8  | Centrocampista | Karol Linetty         | 85' |

| Anotado | 25' | Álvaro Morata | 1:0 |

| Anotado | 54' | Robert Lewandowski | 1:1 |

| Amonestado | 81'   | Pau Torres |
| Amonestado | 90+5' | Rodri      |

| Amonestado | 36'   | Mateusz Klich      |
| Amonestado | 57'   | Jakub Moder        |
| Amonestado | 59'   | Kamil Jóźwiak      |
| Amonestado | 90+3' | Robert Lewandowski |

| Árbitro                                            | Daniele Orsato        |
| Árbitros asistentes                                | Alessandro Giallatini |
| Árbitros asistentes                                | Fabiano Preti         |
| Cuarto árbitro                                     | Stéphanie Frappart    |
| Quinto árbitro                                     | Mikael Berchebru      |
| Árbitro asistente de video                         | Massimiliano Irrati   |
| Árbitros asistentes del árbitro asistente de video | Marco Di Bello        |
| Árbitros asistentes del árbitro asistente de video | Filippo Meli          |
| Árbitros asistentes del árbitro asistente de video | Paolo Valeri          |

| 23         | Guardameta     | Unai Simón      |     |
| 6          | Defensa        | Marcos Llorente |     |
| 24         | Defensa        | Aymeric Laporte |     |
| 4          | Defensa        | Pau Torres      |     |
| 18         | Defensa        | Jordi Alba      |     |
| 8          | Centrocampista | Koke            | 68' |
| 16         | Centrocampista | Rodri           |     |
| 26         | Centrocampista | Pedri           |     |
| 9          | Delantero      | Gerard Moreno   | 68' |
| 7          | Delantero      | Álvaro Morata   | 87' |
| 19         | Delantero      | Dani Olmo       | 61' |
| Entrenador | Entrenador     | Luis Enrique    |     |

| 1          | Guardameta     | Wojciech Szczęsny   |     |
| 18         | Defensa        | Bartosz Bereszyński |     |
| 15         | Defensa        | Kamil Glik          |     |
| 5          | Defensa        | Jan Bednarek        | 85' |
| 21         | Centrocampista | Kamil Jóźwiak       |     |
| 16         | Centrocampista | Jakub Moder         | 85' |
| 14         | Centrocampista | Mateusz Klich       | 85' |
| 26         | Centrocampista | Tymoteusz Puchacz   |     |
| 11         | Centrocampista | Karol Świderski     | 68' |
| 20         | Centrocampista | Piotr Zieliński     |     |
| 9          | Delantero      | Robert Lewandowski  |     |
| Entrenador | Entrenador     | Paulo Sousa         |     |

| 11 | Delantero      | Ferran Torres   | 61' |
| 17 | Centrocampista | Fabián Ruiz     | 68' |
| 22 | Delantero      | Pablo Sarabia   | 68' |
| 9  | Centrocampista | Mikel Oyarzabal | 87' |

| 6  | Centrocampista | Kacper Kozłowski      | 55' |
| 19 | Defensa        | Przemysław Frankowski | 68' |
| 3  | Centrocampista | Paweł Dawidowicz      | 85' |
| 8  | Centrocampista | Karol Linetty         | 85' |

| Anotado | 25' | Álvaro Morata | 1:0 |

| Anotado | 54' | Robert Lewandowski | 1:1 |

| Amonestado | 81'   | Pau Torres |
| Amonestado | 90+5' | Rodri      |

| Amonestado | 36'   | Mateusz Klich      |
| Amonestado | 57'   | Jakub Moder        |
| Amonestado | 59'   | Kamil Jóźwiak      |
| Amonestado | 90+3' | Robert Lewandowski |

| Árbitro                                            | Daniele Orsato        |
| Árbitros asistentes                                | Alessandro Giallatini |
| Árbitros asistentes                                | Fabiano Preti         |
| Cuarto árbitro                                     | Stéphanie Frappart    |
| Quinto árbitro                                     | Mikael Berchebru      |
| Árbitro asistente de video                         | Massimiliano Irrati   |
| Árbitros asistentes del árbitro asistente de video | Marco Di Bello        |
| Árbitros asistentes del árbitro asistente de video | Filippo Meli          |
| Árbitros asistentes del árbitro asistente de video | Paolo Valeri          |

| Estadísticas      | Bandera de España | Bandera de Polonia |
| Tiros             | 12                | 5                  |
| Tiros a puerta    | 5                 | 2                  |
| Faltas            | 16                | 17                 |
| Saques de esquina | 7                 | 1                  |
| Penaltis          | 1                 | 0                  |
| Fueras de juego   | 1                 | 2                  |
| Posesión de balón | 69%               | 31%                |

#### Eslovaquia vs. España
| 23 de junio de 2021, 18:00 | Eslovaquia | 0:5 (0:2) | España                                                                            | Estadio de La Cartuja, Sevilla                                                |                                                                               |
|                            |            | Reporte   | Dúbravka 30' (a.g.) · Laporte 45+3' · Sarabia 56' · Torres 67' · Kucka 71' (a.g.) | Asistencia: 11 204 espectadores Árbitro(s): Björn Kuipers VAR: Pol van Boekel | Asistencia: 11 204 espectadores Árbitro(s): Björn Kuipers VAR: Pol van Boekel |

| 1          | Guardameta     | Martin Dúbravka |     |
| 2          | Defensa        | Peter Pekarík   |     |
| 5          | Defensa        | Ľubomír Šatka   |     |
| 14         | Defensa        | Milan Škriniar  |     |
| 15         | Defensa        | Tomáš Hubočan   |     |
| 18         | Centrocampista | Lukaš Haraslín  | 69' |
| 19         | Centrocampista | Juraj Kucka     |     |
| 25         | Centrocampista | Jakub Hromada   | 46' |
| 20         | Centrocampista | Róbert Mak      | 69' |
| 17         | Centrocampista | Marek Hamšik    | 90' |
| 8          | Delantero      | Ondrej Duda     | 46' |
| Entrenador | Entrenador     | Štefan Tarkovič |     |

| 23         | Guardameta     | Unai Simón        |     |
| 2          | Defensa        | César Azpilicueta | 77' |
| 12         | Defensa        | Eric García       | 71' |
| 24         | Defensa        | Aymeric Laporte   |     |
| 18         | Defensa        | Jordi Alba        |     |
| 8          | Centrocampista | Koke              |     |
| 5          | Centrocampista | Sergio Busquets   | 71' |
| 26         | Centrocampista | Pedri             |     |
| 22         | Delantero      | Pablo Sarabia     |     |
| 7          | Delantero      | Álvaro Morata     | 66' |
| 9          | Delantero      | Gerard Moreno     | 77' |
| Entrenador | Entrenador     | Luis Enrique      |     |

| 21 | Delantero      | Michal Ďuriš      | 46' |
| 22 | Centrocampista | Stanislav Lobotka | 46' |
| 7  | Centrocampista | Vladimír Weiss    | 69' |
| 10 | Centrocampista | Tomáš Suslov      | 69' |
| 11 | Centrocampista | László Bénes      | 90' |

| 11 | Delantero      | Ferran Torres    | 66' |
| 10 | Centrocampista | Thiago Alcántara | 71' |
| 4  | Defensa        | Pau Torres       | 71' |
| 20 | Delantero      | Adama Traoré     | 77' |
| 21 | Centrocampista | Mikel Oyarzabal  | 77' |

| Anotado · Autogol | 30'   | Martin Dúbravka | 0:1 |
| Anotado           | 45+3' | Aymeric Laporte | 0:2 |
| Anotado           | 56'   | Pablo Sarabia   | 0:3 |
| Anotado           | 67'   | Ferrán Torres   | 0:4 |
| Anotado · Autogol | 71'   | Juraj Kucka     | 0:5 |

| Amonestado | 12'   | Ondrej Duda    |
| Amonestado | 90+4' | Milan Škriniar |

| Amonestado | 40' | Sergio Busquets |
| Amonestado | 60' | Jordi Alba      |

| Árbitro                                            | Björn Kuipers        |
| Árbitros asistentes                                | Sander van Roekel    |
| Árbitros asistentes                                | Erwin Zeinstra       |
| Cuarto árbitro                                     | Stéphanie Frappart   |
| Quinto árbitro                                     | Mikael Berchebru     |
| Árbitro asistente de video                         | Pol van Boekel       |
| Árbitros asistentes del árbitro asistente de video | Kevin Blom           |
| Árbitros asistentes del árbitro asistente de video | Christian Gittelmann |
| Árbitros asistentes del árbitro asistente de video | Bastian Dankert      |

| 1          | Guardameta     | Martin Dúbravka |     |
| 2          | Defensa        | Peter Pekarík   |     |
| 5          | Defensa        | Ľubomír Šatka   |     |
| 14         | Defensa        | Milan Škriniar  |     |
| 15         | Defensa        | Tomáš Hubočan   |     |
| 18         | Centrocampista | Lukaš Haraslín  | 69' |
| 19         | Centrocampista | Juraj Kucka     |     |
| 25         | Centrocampista | Jakub Hromada   | 46' |
| 20         | Centrocampista | Róbert Mak      | 69' |
| 17         | Centrocampista | Marek Hamšik    | 90' |
| 8          | Delantero      | Ondrej Duda     | 46' |
| Entrenador | Entrenador     | Štefan Tarkovič |     |

| 23         | Guardameta     | Unai Simón        |     |
| 2          | Defensa        | César Azpilicueta | 77' |
| 12         | Defensa        | Eric García       | 71' |
| 24         | Defensa        | Aymeric Laporte   |     |
| 18         | Defensa        | Jordi Alba        |     |
| 8          | Centrocampista | Koke              |     |
| 5          | Centrocampista | Sergio Busquets   | 71' |
| 26         | Centrocampista | Pedri             |     |
| 22         | Delantero      | Pablo Sarabia     |     |
| 7          | Delantero      | Álvaro Morata     | 66' |
| 9          | Delantero      | Gerard Moreno     | 77' |
| Entrenador | Entrenador     | Luis Enrique      |     |

| 21 | Delantero      | Michal Ďuriš      | 46' |
| 22 | Centrocampista | Stanislav Lobotka | 46' |
| 7  | Centrocampista | Vladimír Weiss    | 69' |
| 10 | Centrocampista | Tomáš Suslov      | 69' |
| 11 | Centrocampista | László Bénes      | 90' |

| 11 | Delantero      | Ferran Torres    | 66' |
| 10 | Centrocampista | Thiago Alcántara | 71' |
| 4  | Defensa        | Pau Torres       | 71' |
| 20 | Delantero      | Adama Traoré     | 77' |
| 21 | Centrocampista | Mikel Oyarzabal  | 77' |

| Anotado · Autogol | 30'   | Martin Dúbravka | 0:1 |
| Anotado           | 45+3' | Aymeric Laporte | 0:2 |
| Anotado           | 56'   | Pablo Sarabia   | 0:3 |
| Anotado           | 67'   | Ferrán Torres   | 0:4 |
| Anotado · Autogol | 71'   | Juraj Kucka     | 0:5 |

| Amonestado | 12'   | Ondrej Duda    |
| Amonestado | 90+4' | Milan Škriniar |

| Amonestado | 40' | Sergio Busquets |
| Amonestado | 60' | Jordi Alba      |

| Árbitro                                            | Björn Kuipers        |
| Árbitros asistentes                                | Sander van Roekel    |
| Árbitros asistentes                                | Erwin Zeinstra       |
| Cuarto árbitro                                     | Stéphanie Frappart   |
| Quinto árbitro                                     | Mikael Berchebru     |
| Árbitro asistente de video                         | Pol van Boekel       |
| Árbitros asistentes del árbitro asistente de video | Kevin Blom           |
| Árbitros asistentes del árbitro asistente de video | Christian Gittelmann |
| Árbitros asistentes del árbitro asistente de video | Bastian Dankert      |

| Estadísticas      | Bandera de Eslovaquia | Bandera de España |
| Tiros             | 3                     | 19                |
| Tiros a puerta    | 0                     | 9                 |
| Faltas            | 14                    | 7                 |
| Saques de esquina | 0                     | 7                 |
| Penaltis          | 1                     | 0                 |
| Fueras de juego   | 1                     | 0                 |
| Posesión de balón | 38%                   | 62%               |

### Octavos de final
| 28 de junio de 2021, 18:00 | Croacia                                      | 3:5 (3:3, 1:1) (t. s.) | España                                                                    | Parken Stadion, Copenhague                                                    |                                                                               |
|                            | Pedri 20' (a.g.) · Oršić 85' · Pašalić 90+2' | Reporte                | Sarabia 38' · Azpilicueta 57' · Torres 77' · Morata 100' · Oyarzabal 103' | Asistencia: 22 771 espectadores Árbitro(s): Cüneyt Çakır VAR: Bastian Dankert | Asistencia: 22 771 espectadores Árbitro(s): Cüneyt Çakır VAR: Bastian Dankert |

| 1          | Guardameta     | Dominik Livaković |      |
| 22         | Defensa        | Josip Juranović   | 74'  |
| 21         | Defensa        | Domagoj Vida      |      |
| 5          | Defensa        | Duje Ćaleta-Car   |      |
| 25         | Defensa        | Joško Gvardiol    |      |
| 11         | Centrocampista | Marcelo Brozović  |      |
| 10         | Centrocampista | Luka Modrić       | 114' |
| 8          | Centrocampista | Mateo Kovačić     | 79'  |
| 13         | Delantero      | Nikola Vlašić     | 79'  |
| 20         | Delantero      | Bruno Petković    | 46'  |
| 17         | Delantero      | Ante Rebić        | 67'  |
| Entrenador | Entrenador     | Zlatko Dalić      |      |

| 23         | Guardameta     | Unai Simón        |      |
| 2          | Defensa        | César Azpilicueta |      |
| 12         | Defensa        | Eric García       | 71'  |
| 24         | Defensa        | Aymeric Laporte   |      |
| 14         | Defensa        | Gayà              | 77'  |
| 8          | Centrocampista | Koke              | 71'  |
| 5          | Centrocampista | Sergio Busquets   | 101' |
| 26         | Centrocampista | Pedri             |      |
| 11         | Delantero      | Ferran Torres     | 88'  |
| 7          | Delantero      | Álvaro Morata     |      |
| 22         | Delantero      | Pablo Sarabia     | 71'  |
| Entrenador | Entrenador     | Luis Enrique      |      |

| 9  | Delantero      | Andrej Kramarić | 46'  |
| 18 | Delantero      | Mislav Oršić    | 67'  |
| 7  | Delantero      | Josip Brekalo   | 74'  |
| 10 | Centrocampista | Ante Budimir    | 79'  |
| 15 | Centrocampista | Mario Pašalić   | 79'  |
| 11 | Centrocampista | Luka Ivanušec   | 114' |

| 19 | Delantero      | Dani Olmo       | 71'  |
| 4  | Defensa        | Pau Torres      | 71'  |
| 18 | Defensa        | Jordi Alba      | 77'  |
| 17 | Centrocampista | Fabián Ruiz     | 77'  |
| 21 | Centrocampista | Mikel Oyarzabal | 88'  |
| 16 | Centrocampista | Rodri           | 101' |

| Anotado · Autogol | 20'   | Pedri         | 1:0 |
| Anotado           | 85'   | Mislav Oršić  | 2:3 |
| Anotado           | 90+2' | Mario Pašalić | 3:3 |

| Anotado | 38'  | Pablo Sarabia     | 1:1 |
| Anotado | 57'  | César Azpilicueta | 2:1 |
| Anotado | 77'  | Ferrán Torres     | 3:1 |
| Anotado | 100' | Álvaro Morata     | 3:4 |
| Anotado | 103' | Mikel Oyarzabal   | 3:5 |

| Amonestado | 73' | Marcelo Brozović |
| Amonestado | 84' | Duje Ćaleta-Car  |

| Árbitro                                            | Cüneyt Çakır         |
| Árbitros asistentes                                | Bahattin Duran       |
| Árbitros asistentes                                | Tarik Ongun          |
| Cuarto árbitro                                     | Andreas Ekberg       |
| Quinto árbitro                                     | Mehmet Culum         |
| Árbitro asistente de video                         | Bastian Dankert      |
| Árbitros asistentes del árbitro asistente de video | Christian Gittelmann |
| Árbitros asistentes del árbitro asistente de video | Christian Dingert    |
| Árbitros asistentes del árbitro asistente de video | Paweł Gil            |

| 1          | Guardameta     | Dominik Livaković |      |
| 22         | Defensa        | Josip Juranović   | 74'  |
| 21         | Defensa        | Domagoj Vida      |      |
| 5          | Defensa        | Duje Ćaleta-Car   |      |
| 25         | Defensa        | Joško Gvardiol    |      |
| 11         | Centrocampista | Marcelo Brozović  |      |
| 10         | Centrocampista | Luka Modrić       | 114' |
| 8          | Centrocampista | Mateo Kovačić     | 79'  |
| 13         | Delantero      | Nikola Vlašić     | 79'  |
| 20         | Delantero      | Bruno Petković    | 46'  |
| 17         | Delantero      | Ante Rebić        | 67'  |
| Entrenador | Entrenador     | Zlatko Dalić      |      |

| 23         | Guardameta     | Unai Simón        |      |
| 2          | Defensa        | César Azpilicueta |      |
| 12         | Defensa        | Eric García       | 71'  |
| 24         | Defensa        | Aymeric Laporte   |      |
| 14         | Defensa        | Gayà              | 77'  |
| 8          | Centrocampista | Koke              | 71'  |
| 5          | Centrocampista | Sergio Busquets   | 101' |
| 26         | Centrocampista | Pedri             |      |
| 11         | Delantero      | Ferran Torres     | 88'  |
| 7          | Delantero      | Álvaro Morata     |      |
| 22         | Delantero      | Pablo Sarabia     | 71'  |
| Entrenador | Entrenador     | Luis Enrique      |      |

| 9  | Delantero      | Andrej Kramarić | 46'  |
| 18 | Delantero      | Mislav Oršić    | 67'  |
| 7  | Delantero      | Josip Brekalo   | 74'  |
| 10 | Centrocampista | Ante Budimir    | 79'  |
| 15 | Centrocampista | Mario Pašalić   | 79'  |
| 11 | Centrocampista | Luka Ivanušec   | 114' |

| 19 | Delantero      | Dani Olmo       | 71'  |
| 4  | Defensa        | Pau Torres      | 71'  |
| 18 | Defensa        | Jordi Alba      | 77'  |
| 17 | Centrocampista | Fabián Ruiz     | 77'  |
| 21 | Centrocampista | Mikel Oyarzabal | 88'  |
| 16 | Centrocampista | Rodri           | 101' |

| Anotado · Autogol | 20'   | Pedri         | 1:0 |
| Anotado           | 85'   | Mislav Oršić  | 2:3 |
| Anotado           | 90+2' | Mario Pašalić | 3:3 |

| Anotado | 38'  | Pablo Sarabia     | 1:1 |
| Anotado | 57'  | César Azpilicueta | 2:1 |
| Anotado | 77'  | Ferrán Torres     | 3:1 |
| Anotado | 100' | Álvaro Morata     | 3:4 |
| Anotado | 103' | Mikel Oyarzabal   | 3:5 |

| Amonestado | 73' | Marcelo Brozović |
| Amonestado | 84' | Duje Ćaleta-Car  |

| Árbitro                                            | Cüneyt Çakır         |
| Árbitros asistentes                                | Bahattin Duran       |
| Árbitros asistentes                                | Tarik Ongun          |
| Cuarto árbitro                                     | Andreas Ekberg       |
| Quinto árbitro                                     | Mehmet Culum         |
| Árbitro asistente de video                         | Bastian Dankert      |
| Árbitros asistentes del árbitro asistente de video | Christian Gittelmann |
| Árbitros asistentes del árbitro asistente de video | Christian Dingert    |
| Árbitros asistentes del árbitro asistente de video | Paweł Gil            |

| Estadísticas      | Bandera de Croacia | Bandera de España |
| Tiros             | 12                 | 23                |
| Tiros a puerta    | 7                  | 10                |
| Faltas            | 26                 | 10                |
| Saques de esquina | 1                  | 8                 |
| Penaltis          | 0                  | 0                 |
| Fueras de juego   | 6                  | 3                 |
| Posesión de balón | 36%                | 64%               |

### Cuartos de final
| 2 de julio de 2021, 18:00 | Suiza                                | 1:1 (1:1, 0:1) (t. s.)(1:3 p.) | España                                       | Estadio Krestovski, San Petersburgo                                            |                                                                                |
|                           | Shaqiri 68'                          | Reporte                        | Zakaria 8'                                   | Asistencia: 24 764 espectadores Árbitro(s): Michael Oliver VAR: Chris Kavanagh | Asistencia: 24 764 espectadores Árbitro(s): Michael Oliver VAR: Chris Kavanagh |
|                           |                                      | Tiros desde el punto penal     |                                              |                                                                                |                                                                                |
|                           | Gavranović · Schär · Akanji · Vargas |                                | Busquets · Olmo · Rodri · Moreno · Oyarzabal |                                                                                |                                                                                |

| 1          | Guardameta     | Yann Sommer       |       |
| 4          | Defensa        | Nico Elvedi       |       |
| 5          | Defensa        | Manuel Akanji     |       |
| 13         | Defensa        | Ricardo Rodríguez |       |
| 3          | Centrocampista | Silvan Widmer     | 100'  |
| 6          | Centrocampista | Denis Zakaria     | 101'  |
| 8          | Centrocampista | Remo Freuler      |       |
| 14         | Centrocampista | Steven Zuber      | 90+2' |
| 23         | Centrocampista | Xherdan Shaqiri   | 81'   |
| 7          | Centrocampista | Breel Embolo      | 23'   |
| 9          | Delantero      | Haris Seferović   | 81'   |
| Entrenador | Entrenador     | Vladimir Petković |       |

| 23         | Guardameta     | Unai Simón        |       |
| 2          | Defensa        | César Azpilicueta |       |
| 24         | Defensa        | Aymeric Laporte   |       |
| 4          | Defensa        | Pau Torres        | 113'  |
| 18         | Defensa        | Jordi Alba        |       |
| 8          | Centrocampista | Koke              | 90+1' |
| 5          | Centrocampista | Sergio Busquets   |       |
| 26         | Centrocampista | Pedri             | 119'  |
| 11         | Delantero      | Ferran Torres     | 91'   |
| 7          | Delantero      | Álvaro Morata     | 54'   |
| 22         | Delantero      | Pablo Sarabia     | 46'   |
| Entrenador | Entrenador     | Luis Enrique      |       |

| 11 | Centrocampista | Ruben Vargas        | 23'   |
| 15 | Centrocampista | Djibril Sow         | 81'   |
| 19 | Delantero      | Mario Gavranović    | 82'   |
| 16 | Centrocampista | Christian Fassnacht | 90+2' |
| 2  | Defensa        | Kevin Mbabu         | 100'  |
| 22 | Defensa        | Fabian Schär        | 101'  |

| 19 | Delantero      | Dani Olmo        | 46'   |
| 9  | Delantero      | Gerard Moreno    | 54'   |
| 6  | Centrocampista | Marcos Llorente  | 90+1' |
| 21 | Centrocampista | Mikel Oyarzabal  | 91'   |
| 10 | Centrocampista | Thiago Alcántara | 113'  |
| 4  | Centrocampista | Rodri            | 119'  |

| Anotado | 68' | Xherdan Shaqiri | 1:1 |

| Anotado · Autogol | 8' | Denis Zakaria | 0:1 |

|                  |                          | 0:0 | Fallo de penal (palo)    | Sergio Busquets |
| Mario Gavranović | Acierto de penal         | 1:0 |                          |                 |
|                  |                          | 1:1 | Acierto de penal         | Dani Olmo       |
| Fabian Schär     | Fallo de penal (atajado) | 1:1 |                          |                 |
|                  |                          | 1:1 | Fallo de penal (atajado) | Rodri           |
| Manuel Akanji    | Fallo de penal (atajado) | 1:1 |                          |                 |
|                  |                          | 1:2 | Acierto de penal         | Gerard Moreno   |
| Ruben Vargas     | Fallo de penal (fuera)   | 1:2 |                          |                 |
|                  |                          | 1:3 | Acierto de penal         | Mikel Oyarzabal |
|                  |                          |     |                          |                 |

| Amonestado | 67'    | Silvan Widmer    |
| Amonestado | 120+1' | Mario Gavranović |

| Amonestado | 90+3' | Aymeric Laporte |

| Expulsado | 77' | Remo Freuler |

| Árbitro                                            | Michael Olive      |
| Árbitros asistentes                                | Stuart Burt        |
| Árbitros asistentes                                | Simon Bennett      |
| Cuarto árbitro                                     | Ovidiu Haţegan     |
| Quinto árbitro                                     | Sebastian Gheorghe |
| Árbitro asistente de video                         | Chris Kavanagh     |
| Árbitros asistentes del árbitro asistente de video | Christian Dingert  |
| Árbitros asistentes del árbitro asistente de video | Lee Betts          |
| Árbitros asistentes del árbitro asistente de video | Bastian Dankert    |

| 1          | Guardameta     | Yann Sommer       |       |
| 4          | Defensa        | Nico Elvedi       |       |
| 5          | Defensa        | Manuel Akanji     |       |
| 13         | Defensa        | Ricardo Rodríguez |       |
| 3          | Centrocampista | Silvan Widmer     | 100'  |
| 6          | Centrocampista | Denis Zakaria     | 101'  |
| 8          | Centrocampista | Remo Freuler      |       |
| 14         | Centrocampista | Steven Zuber      | 90+2' |
| 23         | Centrocampista | Xherdan Shaqiri   | 81'   |
| 7          | Centrocampista | Breel Embolo      | 23'   |
| 9          | Delantero      | Haris Seferović   | 81'   |
| Entrenador | Entrenador     | Vladimir Petković |       |

| 23         | Guardameta     | Unai Simón        |       |
| 2          | Defensa        | César Azpilicueta |       |
| 24         | Defensa        | Aymeric Laporte   |       |
| 4          | Defensa        | Pau Torres        | 113'  |
| 18         | Defensa        | Jordi Alba        |       |
| 8          | Centrocampista | Koke              | 90+1' |
| 5          | Centrocampista | Sergio Busquets   |       |
| 26         | Centrocampista | Pedri             | 119'  |
| 11         | Delantero      | Ferran Torres     | 91'   |
| 7          | Delantero      | Álvaro Morata     | 54'   |
| 22         | Delantero      | Pablo Sarabia     | 46'   |
| Entrenador | Entrenador     | Luis Enrique      |       |

| 11 | Centrocampista | Ruben Vargas        | 23'   |
| 15 | Centrocampista | Djibril Sow         | 81'   |
| 19 | Delantero      | Mario Gavranović    | 82'   |
| 16 | Centrocampista | Christian Fassnacht | 90+2' |
| 2  | Defensa        | Kevin Mbabu         | 100'  |
| 22 | Defensa        | Fabian Schär        | 101'  |

| 19 | Delantero      | Dani Olmo        | 46'   |
| 9  | Delantero      | Gerard Moreno    | 54'   |
| 6  | Centrocampista | Marcos Llorente  | 90+1' |
| 21 | Centrocampista | Mikel Oyarzabal  | 91'   |
| 10 | Centrocampista | Thiago Alcántara | 113'  |
| 4  | Centrocampista | Rodri            | 119'  |

| Anotado | 68' | Xherdan Shaqiri | 1:1 |

| Anotado · Autogol | 8' | Denis Zakaria | 0:1 |

|                  |                          | 0:0 | Fallo de penal (palo)    | Sergio Busquets |
| Mario Gavranović | Acierto de penal         | 1:0 |                          |                 |
|                  |                          | 1:1 | Acierto de penal         | Dani Olmo       |
| Fabian Schär     | Fallo de penal (atajado) | 1:1 |                          |                 |
|                  |                          | 1:1 | Fallo de penal (atajado) | Rodri           |
| Manuel Akanji    | Fallo de penal (atajado) | 1:1 |                          |                 |
|                  |                          | 1:2 | Acierto de penal         | Gerard Moreno   |
| Ruben Vargas     | Fallo de penal (fuera)   | 1:2 |                          |                 |
|                  |                          | 1:3 | Acierto de penal         | Mikel Oyarzabal |
|                  |                          |     |                          |                 |

| Amonestado | 67'    | Silvan Widmer    |
| Amonestado | 120+1' | Mario Gavranović |

| Amonestado | 90+3' | Aymeric Laporte |

| Expulsado | 77' | Remo Freuler |

| Árbitro                                            | Michael Olive      |
| Árbitros asistentes                                | Stuart Burt        |
| Árbitros asistentes                                | Simon Bennett      |
| Cuarto árbitro                                     | Ovidiu Haţegan     |
| Quinto árbitro                                     | Sebastian Gheorghe |
| Árbitro asistente de video                         | Chris Kavanagh     |
| Árbitros asistentes del árbitro asistente de video | Christian Dingert  |
| Árbitros asistentes del árbitro asistente de video | Lee Betts          |
| Árbitros asistentes del árbitro asistente de video | Bastian Dankert    |

| Estadísticas      | Bandera de Suiza | Bandera de España |
| Tiros             | 8                | 28                |
| Tiros a puerta    | 2                | 10                |
| Faltas            | 15               | 14                |
| Saques de esquina | 9                | 13                |
| Penaltis          | 0                | 0                 |
| Fueras de juego   | 4                | 2                 |
| Posesión de balón | 34%              | 66%               |

### Semifinales
| 6 de julio de 2021, 21:00 | Italia                                                  | 1:1 (1:1, 0:0) (t. s.)(4:2 p.) | España                             | Estadio de Wembley, Londres                                              |                                                                          |
|                           | Chiesa 60'                                              | Reporte                        | Morata 80'                         | Asistencia: 57 811 espectadores Árbitro(s): Felix Brych VAR: Marco Fritz | Asistencia: 57 811 espectadores Árbitro(s): Felix Brych VAR: Marco Fritz |
|                           |                                                         | Tiros desde el punto penal     |                                    |                                                                          |                                                                          |
|                           | Locatelli · Belotti · Bonucci · Bernardeschi · Jorginho |                                | Olmo · Moreno · Alcántara · Morata |                                                                          |                                                                          |

| 21         | Guardameta     | Gianluigi Donnarumma |      |
| 2          | Defensa        | Giovanni Di Lorenzo  |      |
| 19         | Defensa        | Leonardo Bonucci     |      |
| 3          | Defensa        | Giorgio Chiellini    |      |
| 13         | Defensa        | Emerson              | 74'  |
| 18         | Centrocampista | Nicolò Barella       | 85'  |
| 8          | Centrocampista | Jorginho             |      |
| 6          | Centrocampista | Marco Verratti       | 74'  |
| 14         | Delantero      | Federico Chiesa      | 107' |
| 17         | Delantero      | Ciro Immobile        | 61'  |
| 10         | Delantero      | Lorenzo Insigne      | 85'  |
| Entrenador | Entrenador     | Roberto Mancini      |      |

| 23         | Guardameta     | Unai Simón        |      |
| 2          | Defensa        | César Azpilicueta | 85'  |
| 12         | Defensa        | Eric García       | 109' |
| 24         | Defensa        | Aymeric Laporte   |      |
| 18         | Defensa        | Jordi Alba        |      |
| 8          | Centrocampista | Koke Resurrección | 70'  |
| 5          | Centrocampista | Sergio Busquets   | 106' |
| 26         | Centrocampista | Pedri             |      |
| 11         | Delantero      | Ferran Torres     | 62'  |
| 21         | Delantero      | Mikel Oyarzabal   | 70'  |
| 19         | Delantero      | Dani Olmo         |      |
| Entrenador | Entrenador     | Luis Enrique      |      |

| 11 | Delantero      | Domenico Berardi      | 61'  |
| 12 | Centrocampista | Matteo Pessina        | 74'  |
| 25 | Defensa        | Rafael Tolói          | 74'  |
| 5  | Centrocampista | Manuel Locatelli      | 85'  |
| 9  | Delantero      | Andrea Belotti        | 85'  |
| 20 | Centrocampista | Federico Bernardeschi | 107' |

| 7  | Delantero      | Alessandro Schöpf   | 62'  |
| 9  | Delantero      | Gerard Moreno       | 70'  |
| 16 | Centrocampista | Rodri               | 70'  |
| 6  | Centrocampista | Marcos Llorente     | 85'  |
| 10 | Centrocampista | Thiago Alcántara    | 106' |
| 4  | Defensa        | Christopher Trimmel | 109' |

| Anotado | 60' | Federico Chiesa | 1:0 |

| Anotado | 80' | Álvaro Morata | 1:1 |

| Manuel Locatelli      | Fallo de penal (atajado) | 0:0 |                           |                  |
|                       |                          | 0:0 | Fallo de penal (desviado) | Dani Olmo        |
| Andrea Belotti        | Acierto de penal         | 1:0 |                           |                  |
|                       |                          | 1:1 | Acierto de penal          | Gerard Moreno    |
| Leonardo Bonucci      | Acierto de penal         | 2:1 |                           |                  |
|                       |                          | 2:2 | Acierto de penal          | Thiago Alcántara |
| Federico Bernardeschi | Acierto de penal         | 3:2 |                           |                  |
|                       |                          | 3:2 | Fallo de penal (atajado)  | Álvaro Morata    |
| Jorge Luiz Frello     | Acierto de penal         | 4:2 |                           |                  |

| Amonestado | 98'  | Rafael Tolói     |
| Amonestado | 118' | Leonardo Bonucci |

| Amonestado | 51' | Sergio Busquets |

| Árbitro                                            | Felix Brych          |
| Árbitros asistentes                                | Mark Borsch          |
| Árbitros asistentes                                | Stefan Lupp          |
| Cuarto árbitro                                     | Serguéi Karasiov     |
| Quinto árbitro                                     | Maksim Gavrilin      |
| Árbitro asistente de video                         | Marco Fritz          |
| Árbitros asistentes del árbitro asistente de video | Christian Dingert    |
| Árbitros asistentes del árbitro asistente de video | Christian Gittelmann |
| Árbitros asistentes del árbitro asistente de video | Bastian Dankert      |

| 21         | Guardameta     | Gianluigi Donnarumma |      |
| 2          | Defensa        | Giovanni Di Lorenzo  |      |
| 19         | Defensa        | Leonardo Bonucci     |      |
| 3          | Defensa        | Giorgio Chiellini    |      |
| 13         | Defensa        | Emerson              | 74'  |
| 18         | Centrocampista | Nicolò Barella       | 85'  |
| 8          | Centrocampista | Jorginho             |      |
| 6          | Centrocampista | Marco Verratti       | 74'  |
| 14         | Delantero      | Federico Chiesa      | 107' |
| 17         | Delantero      | Ciro Immobile        | 61'  |
| 10         | Delantero      | Lorenzo Insigne      | 85'  |
| Entrenador | Entrenador     | Roberto Mancini      |      |

| 23         | Guardameta     | Unai Simón        |      |
| 2          | Defensa        | César Azpilicueta | 85'  |
| 12         | Defensa        | Eric García       | 109' |
| 24         | Defensa        | Aymeric Laporte   |      |
| 18         | Defensa        | Jordi Alba        |      |
| 8          | Centrocampista | Koke Resurrección | 70'  |
| 5          | Centrocampista | Sergio Busquets   | 106' |
| 26         | Centrocampista | Pedri             |      |
| 11         | Delantero      | Ferran Torres     | 62'  |
| 21         | Delantero      | Mikel Oyarzabal   | 70'  |
| 19         | Delantero      | Dani Olmo         |      |
| Entrenador | Entrenador     | Luis Enrique      |      |

| 11 | Delantero      | Domenico Berardi      | 61'  |
| 12 | Centrocampista | Matteo Pessina        | 74'  |
| 25 | Defensa        | Rafael Tolói          | 74'  |
| 5  | Centrocampista | Manuel Locatelli      | 85'  |
| 9  | Delantero      | Andrea Belotti        | 85'  |
| 20 | Centrocampista | Federico Bernardeschi | 107' |

| 7  | Delantero      | Alessandro Schöpf   | 62'  |
| 9  | Delantero      | Gerard Moreno       | 70'  |
| 16 | Centrocampista | Rodri               | 70'  |
| 6  | Centrocampista | Marcos Llorente     | 85'  |
| 10 | Centrocampista | Thiago Alcántara    | 106' |
| 4  | Defensa        | Christopher Trimmel | 109' |

| Anotado | 60' | Federico Chiesa | 1:0 |

| Anotado | 80' | Álvaro Morata | 1:1 |

| Manuel Locatelli      | Fallo de penal (atajado) | 0:0 |                           |                  |
|                       |                          | 0:0 | Fallo de penal (desviado) | Dani Olmo        |
| Andrea Belotti        | Acierto de penal         | 1:0 |                           |                  |
|                       |                          | 1:1 | Acierto de penal          | Gerard Moreno    |
| Leonardo Bonucci      | Acierto de penal         | 2:1 |                           |                  |
|                       |                          | 2:2 | Acierto de penal          | Thiago Alcántara |
| Federico Bernardeschi | Acierto de penal         | 3:2 |                           |                  |
|                       |                          | 3:2 | Fallo de penal (atajado)  | Álvaro Morata    |
| Jorge Luiz Frello     | Acierto de penal         | 4:2 |                           |                  |

| Amonestado | 98'  | Rafael Tolói     |
| Amonestado | 118' | Leonardo Bonucci |

| Amonestado | 51' | Sergio Busquets |

| Árbitro                                            | Felix Brych          |
| Árbitros asistentes                                | Mark Borsch          |
| Árbitros asistentes                                | Stefan Lupp          |
| Cuarto árbitro                                     | Serguéi Karasiov     |
| Quinto árbitro                                     | Maksim Gavrilin      |
| Árbitro asistente de video                         | Marco Fritz          |
| Árbitros asistentes del árbitro asistente de video | Christian Dingert    |
| Árbitros asistentes del árbitro asistente de video | Christian Gittelmann |
| Árbitros asistentes del árbitro asistente de video | Bastian Dankert      |

| Estadísticas      | Bandera de Italia | Bandera de España |
| Tiros             | 7                 | 16                |
| Tiros a puerta    | 4                 | 5                 |
| Faltas            | 17                | 18                |
| Saques de esquina | 1                 | 6                 |
| Penaltis          | 0                 | 0                 |
| Fueras de juego   | 8                 | 1                 |
| Posesión de balón | 35%               | 65%               |

## Goleadores
Tabla confeccionada a partir de los criterios utilizados por UEFA.
: goles anotados.

As: asistencias de gol.

PJ: partidos jugados.

GP: goles de penalti.
| Posición | Jugador           | Anotado | As. | PJ | GP |
| 7.º      | Álvaro Morata     | 3       | 1   | 6  | 0  |
| -------- | ----------------- | ------- | --- | -- | -- |
| 14.º     | Pablo Sarabia     | 2       | 2   | 5  | 0  |
| 14.º     | Ferran Torres     | 2       | 0   | 6  | 0  |
| 31.º     | Mikel Oyarzabal   | 1       | 0   | 6  | 0  |
| 31.º     | Aymeric Laporte   | 1       | 0   | 6  | 0  |
| 31.º     | César Azpilicueta | 1       | 0   | 4  | 0  |

## Distinciones individuales
- Pedri fue incluido en el Equipo del Torneo,[15] así como elegido Mejor jugador joven de la Eurocopa.[16]